# ベタ画像
ベタ画像（ベタがぞう）は画像の高さ、横幅、色の数などのヘッダ情報を持たず、ピクセル情報のみを持った画像データ。通常はラスターイメージの座標原点である画面左上から順に、Red、Green、Blueの順に1バイト（0〜255）の値を記録する。例えば640×480画素の画像の場合、データサイズは640×480×3＝921,600バイトとなる。

## 歴史
コンピュータグラフィックスの黎明期において、複雑なエンコードを必要としないベタ画像データは、リアルな3次元コンピュータグラフィックス、レイトレーシング画像の生成など、主に先進的なCG研究者間の交換フォーマットとして普及した時期がある。
極めて単純なこの形式で保存されたデータを、縦横比正しく画像に展開する場合には追加情報が必要となる。データサイズから推定できることもあるが、不便なので、次第にこの形式は使われなくなった。MS-DOS時代は拡張ファイル名を「.RAW」として流通したことがあるが、現在デジタルカメラで使われているRAW画像形式とはフォーマットが異なる。
PC-9800シリーズのVRAMのビットマッププレーンをそのまま保存したデータ形式も「ベタ画像」と呼ばれたことがある。これはRGBEの1プレーン32,000バイトをそれぞれ4個のファイルに分けて保存する方法だった。